# Gaspar Hernàndez
Gaspar Hernàndez (n. Sant Esteve d'en Bas; 1971) es un escritor, crítico literario en varios medios de comunicación y periodista de Cataluña, España, que actualmente presenta y dirige el programa L'ofici de viure en Catalunya Ràdio. En 2009 ganó el Premio Josep Pla de narrativa con la novela El silenci y el premio Ciutat de Barcelona por el programa de radio L'ofici de viure.
Anteriormente había presentado Les nits a Catalunya Ràdio y el programa sobre espiritualidad Una nit a la terra, también en Catalunya Ràdio. Hernàndez ya había mostrado su vena literaria con el programa de televisión que se transmitía en varias cadenas locales, El book insignia, y que hacía con su colega Jordi Llavina. Autor de Mandra (2002), conjunto de relatos periodísticos y El llibre de les emocions (2006), donde se muestran algunos de los relatos de los oyentes del programa Una noche a la tierra.
El silenci explica la historia de un hombre que habla a Umiko, una joven japonesa enferma de cáncer que ha vivido una experiencia traumática en un monasterio zen, mientras está durmiendo. Ella cree que las palabras la pueden curar, mientras que el narrador es bastante escéptico con la medicina alternativa. La acción se desarrolla en Formentera.

## Obras
- Què pensa Josep Cuní entrevistat per Gaspar Hernández (1995, Dèria)
- Mandra (2002, Dèria)
- El llibre de les emocions (2006, La Esfera de los Libros)
- El silenci (2009, Destino) Premio Josep Pla
- L'ofici de viure bé (2009, Columna)
- El arte de vivir (2011, Luciérnaga)
- La terapeuta (2014, Planeta)
- No soy de este mundo (2016, B de Books)
- La mujer que no sabía llorar (2018, Destino)
- La llibertat interior (2020, Diana)